# Chad Thomas
Chad Thomas (12 ottobre 1995) è un giocatore di football americano e musicista statunitense, conosciuto professionalmente come Major Nine, che milita nel ruolo di defensive end per i Cleveland Browns della National Football League (NFL).

## Carriera sportiva

### Cleveland Browns
Al college Thomas giocò a football con i Miami Hurricanes dal 2014 al 2017. Fu scelto nel corso del terzo giro (67º assoluto) nel Draft NFL 2018 dai Cleveland Browns, il sesto defensive end chiamato. Debuttò come professionista subentrando nella gara del secondo turno contro i New Orleans Saints senza fare registrare alcuna statistica. La sua stagione da rookie si chiuse con sole 4 presenze a causa di un infortunio. L'anno seguente disputò tutte le 16 partite, mettendo a segno 26 tackle e 4 sack.

## Carriera musicale
Il giocatore di football occasionalmente esegue brani musicali come rapper sotto il nome di Major Nine. Nel 2020 è apparso nel mixtape di Chris Brown e Young Thug, Slime & B.